# Cantonul Les Trois-Moutiers
Cantonul Les Trois-Moutiers este un canton din arondismentul Châtellerault, departamentul Vienne, regiunea Poitou-Charentes, Franța.

## Comune
| Comune                      | Populație (1999) | Cod poștal | Cod INSEE |
| --------------------------- | ---------------- | ---------- | --------- |
| Berrie                      | 262              | 86120      | 86022     |
| Bournand                    | 647              | 86120      | 86036     |
| Curçay-sur-Dive             | 235              | 86120      | 86090     |
| Glénouze                    | 113              | 86200      | 86106     |
| Morton                      | 335              | 86120      | 86169     |
| Pouançay                    | 240              | 86120      | 86196     |
| Ranton                      | 192              | 86200      | 86205     |
| Raslay                      | 111              | 86120      | 86206     |
| Roiffé                      | 668              | 86120      | 86210     |
| Saint-Léger-de-Montbrillais | 387              | 86120      | 86229     |
| Saix                        | 211              | 86120      | 86250     |
| Ternay                      | 208              | 86120      | 86269     |
| Les Trois-Moutiers          | 960              | 86120      | 86274     |
| Vézières                    | 350              | 86120      | 86287     |